# Furoină
Furoina este un compus organic cu formula chimică C10H8O4. Se poate obține în urma unei reacții de condensare benzoinică a furfuralului, reacție care este catalizată de ioni cianură.

## Obținere
Reacția de sinteză a furoinei din furfural poate să fie catalizată și de vitamina B1 (tiamina). În anul 1957, R. Breslow a propus ideea că această reacție presupune formarea unui intermediar carbenă relativ stabilă derivată de la tiamină.  În ciclul catalitic reprezentat mai jos, două molecule de furfural reacționează formând furoina, prin intermediul unui catalizator de tip tiazol-2-ilidenă, care rezultă în urma unui proces de deprotonare la nivelul atomului de carbon din poziția 2 a cationului tiazoliu din tiamină:

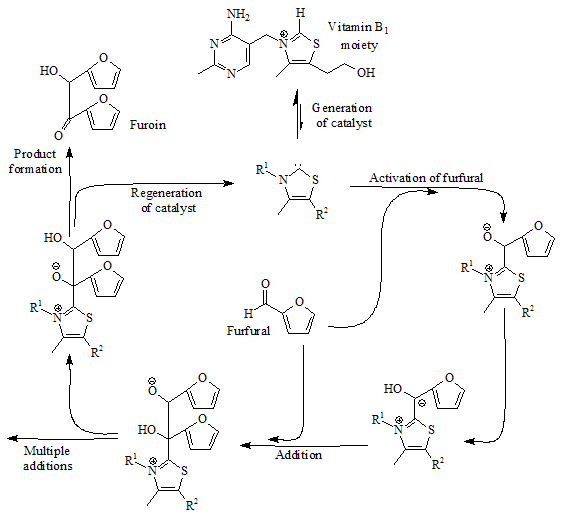
Formarea furoinei din furfural, reacție catalizată de tiamină